# Сент-Кіттс і Невіс на літніх Олімпійських іграх 2016
Сент-Кіттс і Невіс на літніх Олімпійських іграх 2016 був представлений 7 спортсменами в одному виді спорту. Жодної медалі олімпійці Сент-Кіттс і Невіс не завоювали.

## Спортсмени
| Дисципліна     | Чоловіки | Жінки | Разом |
| -------------- | -------- | ----- | ----- |
| Легка атлетика | 6        | 1     | 7     |
| Разом          | 6        | 1     | 7     |

## Легка атлетика
Легенда
- Note – для трекових дисциплін місце вказане лише для забігу, в якому взяв участь спортсмен
- Q = пройшов у наступне коло напряму
- q = пройшов у наступне коло за добором (для трекових дисциплін - найшвидші часи серед тих, хто не пройшов напряму; для технічних дисциплін - увійшов до визначеної кількості фіналістів за місцем якщо напряму пройшло менше спортсменів, ніж визначена кількість)
- NR = Національний рекорд
- N/A = Коло відсутнє у цій дисципліні
- Bye = спортсменові не потрібно змагатися у цьому колі

Трекові і шосейні дисципліни
| Спортсмен                                               | Дисципліна                             | Попередній забіг | Попередній забіг | Чвертьфінал | Чвертьфінал | Півфінал         | Півфінал         | Фінал            | Фінал            | Примітки |
| Спортсмен                                               | Дисципліна                             | Результат        | Місце            | Результат   | Місце       | Результат        | Місце            | Результат        | Місце            | Примітки |
| ------------------------------------------------------- | -------------------------------------- | ---------------- | ---------------- | ----------- | ----------- | ---------------- | ---------------- | ---------------- | ---------------- | -------- |
| Антуан Адамс                                            | біг на 100 метрів (чоловіки)           | Bye              | Bye              | 10.39       | 8           | Завершив виступ  | Завершив виступ  | Завершив виступ  | Завершив виступ  |          |
| Кім Коллінз                                             | біг на 100 метрів (чоловіки)           | Bye              | Bye              | 10.18       | 4 q         | 10.12            | 6                | Завершив виступ  | Завершив виступ  |          |
| Бріджеш Ловренс                                         | біг на 100 метрів (чоловіки)           | Bye              | Bye              | 10.55       | 8           | Завершив виступ  | Завершив виступ  | Завершив виступ  | Завершив виступ  |          |
| Антуан Адамс                                            | біг на 200 метрів (чоловіки)           | 20.49            | 5                | Н/Д         | Н/Д         | Завершив виступ  | Завершив виступ  | Завершив виступ  | Завершив виступ  |          |
| Антуан Адамс Аллістер Кларк Кім Коллінз Джейсон Роджерс | естафетний біг 4×100 метрів (чоловіки) | 39.81            | 7                | Н/Д         | Н/Д         | Н/Д              | Н/Д              | Завершив виступ  | Завершив виступ  | [ 2 ]    |
| Тамека Вільямс                                          | біг на 200 метрів (жінки)              | 23.61            | 6                | Н/Д         | Н/Д         | Завершила виступ | Завершила виступ | Завершила виступ | Завершила виступ |          |